# Jeff Van Drew

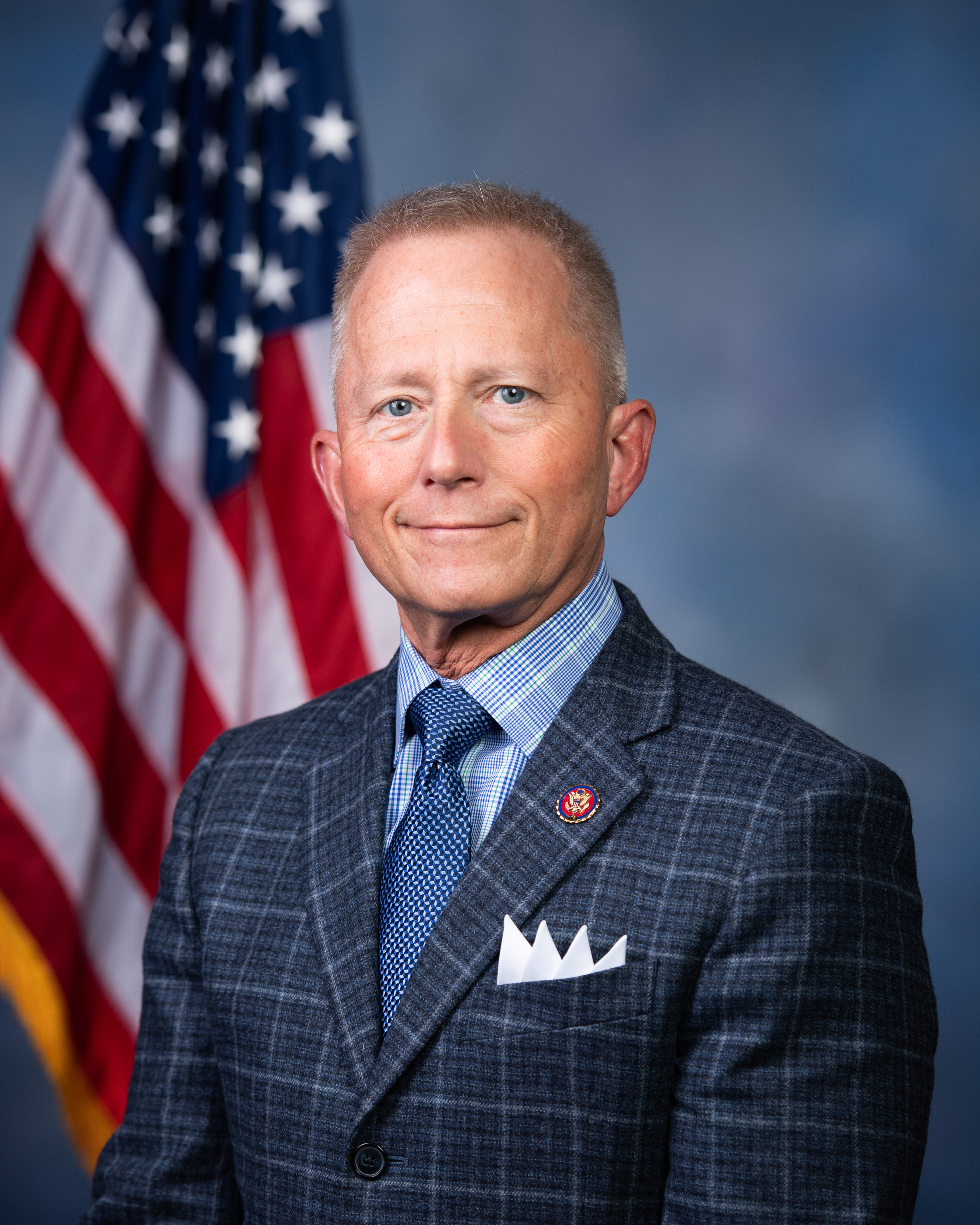
Jeff Van Drew (2019)

Jefferson „Jeff“ H. Van Drew (* 23. Februar 1953 in Manhattan, New York City, New York) ist ein US-amerikanischer Politiker der Republikanischen Partei. Als ehemaliges Mitglied der Demokratischen Partei vertrat er von Januar 2019 bis Dezember 2019 den zweiten Distrikt des Bundesstaats New Jersey im Repräsentantenhaus der Vereinigten Staaten. Im Dezember 2019 wechselte er zu den Republikanern, konnte seinen Sitz aber verteidigen.

## Leben
Jeff Van Drew wuchs in New Jersey auf. Er besuchte die Eastside High School in Paterson (New Jersey) und schloss seine Schulzeit an der St. Mary's High School in Perth Amboy ab. Danach erlangte er an der Rutgers University den Bachelor of Science und an der Fairleigh Dickinson University den Doctor of Dental Surgery (D.D.S.) (Doktor der Zahnmedizin). Danach arbeitete er 30 Jahre im südlichen New Jersey als Zahnarzt.
Van Drew ist verheiratet und hat zwei Kinder. Das Paar lebt im Dennis Township.

## Politische Karriere

### Kommunale und Regionale Ebene
Jeff Van Drew war 1991 Mitglied des Komitees von Dennis Township im Cape May County. Von 1994 bis 1995 und von 1997 bis 2003 war er Bürgermeister des Dennis Township. Von 1995 bis 1997 war er im Board of chosen Freeholders im Cape May County. Von Januar 2002 bis Januar 2008 war er für den ersten Distrikt Mitglied in der New Jersey General Assembly und anschließend an bis zum 31. Dezember 2018 im Senat von New Jersey.

### US-Repräsentantenhaus
Van Drew gewann die demokratischen Vorwahlen zum zweiten Kongresswahlbezirk im Repräsentantenhaus der Vereinigten Staaten am 5. Juni 2018 mit 57 Prozent der Stimmen gegen drei weitere Mitbewerber. In der eigentlichen Wahl 2018 am 6. November setzte er sich mit 52,9 % der Stimmen gegen den Republikaner Seth Grossman, John Ordille von der Libertarian Party und drei weitere Kandidaten durch. Er folgte damit auf Frank LoBiondo, der nicht erneut kandidierte, da der Kongress seiner Meinung nach zu parteilich würde. Am 19. Dezember 2019, auf einer Pressekonferenz mit US-Präsident Donald Trump, machte Van Drew seinen Wechsel zur Republikanischen Partei publik.
Die Primary (Vorwahl) seiner Partei für die Wahlen 2022 am 7. Juni gewann er mit 85,7 % klar. Er trat am 8. November 2022 gegen Tim Alexander von der Demokratischen Partei, Michael Gallo von der Libertarian Party und Anthony Parisi Sanchez an. Er entschied diese Wahl mit 61,4 % der Stimmen für sich und ist dadurch auch im Repräsentantenhaus des 118. Kongresses vertreten.[veraltet]

#### Ausschüsse
Van Drew ist aktuell Mitglied in folgenden Ausschüssen des Repräsentantenhauses:
- Committee on the Judiciary
  - Immigration Integrity, Security, and Enforcement
  - Responsiveness and Accountability to Oversight
  - The Administrative State, Regulatory Reform, and Antitrust
- Committee on Transportation and Infrastructure
  - Aviation
  - Coast Guard and Maritime Transportation
  - Highways and Transit

Zuvor war er auch Mitglied im Committee on Natural Resources, dem Committee on Agriculture und dem Committee on Homeland Security. Außerdem ist er Mitglied in 17 Caucuses.

### Positionen
Er war einer von zwei demokratischen Abgeordneten, die im Dezember 2019 gegen die Einleitung eines Amtsenthebungsverfahrens gegen US-Präsident Trump stimmten.
Van Drew gehörte zu den Mitgliedern des Repräsentantenhauses, die bei der Auszählung der Wahlmännerstimmen bei der Präsidentschaftswahl 2020 für die Anfechtung des Wahlergebnis stimmten. Präsident Trump hatte wiederholt propagiert, dass es umfangreichen Wahlbetrug gegeben hätte, so dass er sich als Sieger der Wahl sah. Für diese Behauptungen wurden keinerlei glaubhafte Beweise eingebracht. Der Supreme Court wies eine entsprechende Klage mit großer Mehrheit ab, wobei sich auch alle drei von Trump nominierten Richter gegen die Klage stellten.